# Randa
|  | Per a altres significats, vegeu «Randa (desambiguació)». |

Randa és un llogaret del municipi d'Algaida, situat al sud del terme municipal, a mig camí entre la vila d’Algaida i la ciutat de Llucmajor. Està ubicat al Pla de Mallorca, entre Llucmajor, Algaida i Montuïri, al peu del Puig de Randa. El 2023 comptava amb 123 habitants, coneguts com a randins i randines, tot i que pel gentilici masculí també s'empra randinos.

## Paisatge i geografia

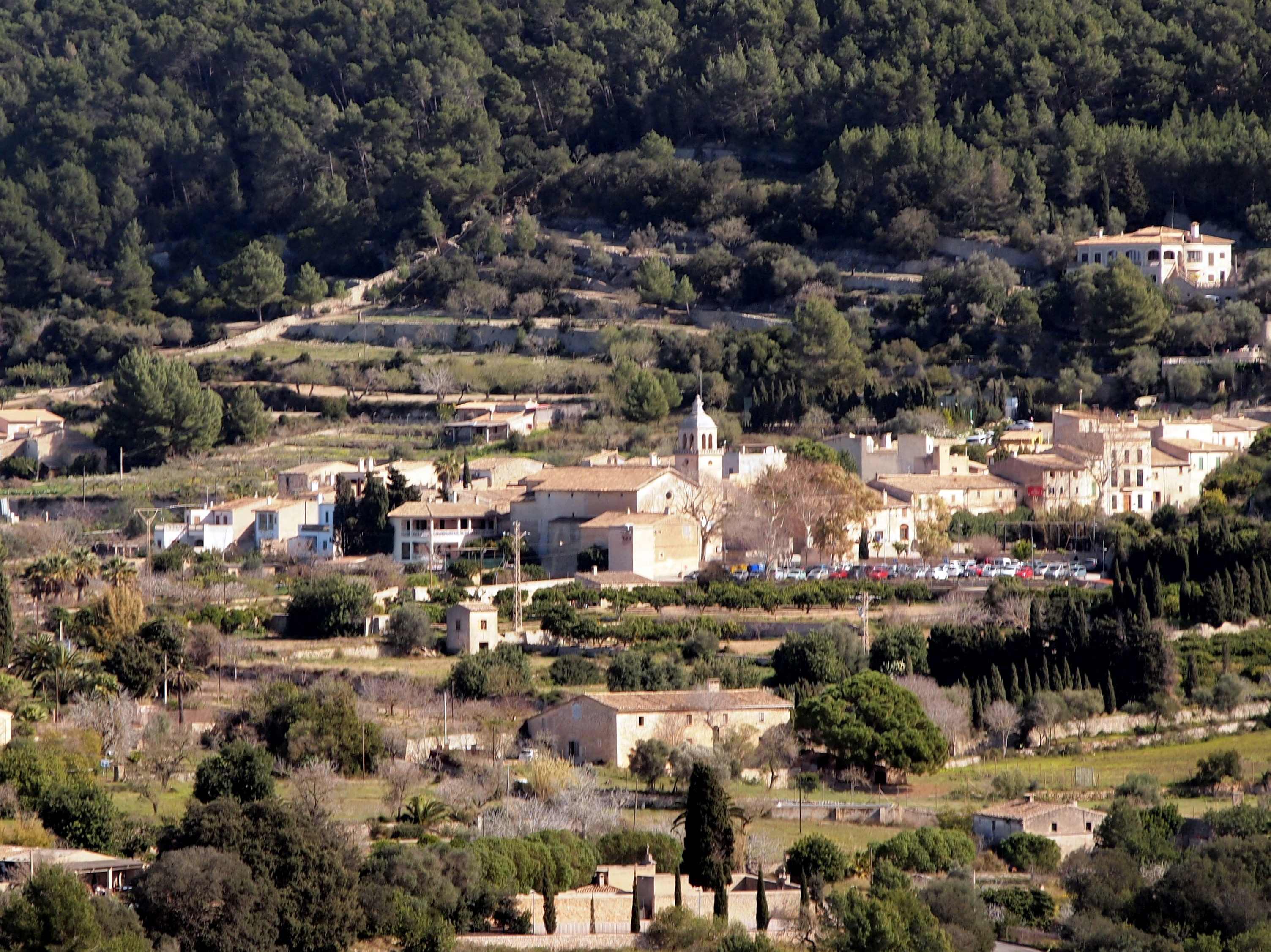
Panoràmica de Randa

El massís de Randa inclou una àrea natural que es reparteix entre els termes d'Algaida, Llucmajor, Montuïri i Porreres. Les principals elevacions, amb més poc més de 500 metres d'altura, són el Puig de Randa i el Puig de Son Reus, que formen part de l'entorn més alt del Pla de Mallorca.
Des del cim del Puig de Randa, és possible veure gairebé tota l'illa en dies clars, així com l'arxipèlag de Cabrera. A més del seu valor paisatgístic, el massís de Randa és un refugi per a nombroses espècies de flora i fauna mediterrànies, incloent-hi alzinars, pins i diverses plantes arbustives com l'estepa i el càrritx.

## Etimologia i orígens
L'origen del topònim "Randa" és incert. Certes fonts indiquen l'etimologia de "Randa" per murtera segons la seva traducció de l'àrab rahyan, però cal posar en dubte aquesta etimologia, ja que no explicaria l'aparició del grup -nd- (un dels noms castellans de la murtra és "arrayán"). Per altra banda, es considera també com a l'origen del nucli una alqueria islàmica anomenada Arrenda que aconseguí aglutinar la població pròxima gràcies a la seva situació al peu del puig. Bé és cert que aquest poblament islàmic devia ser continuador d'un encara més antic lloc tardo-romà.

## Història

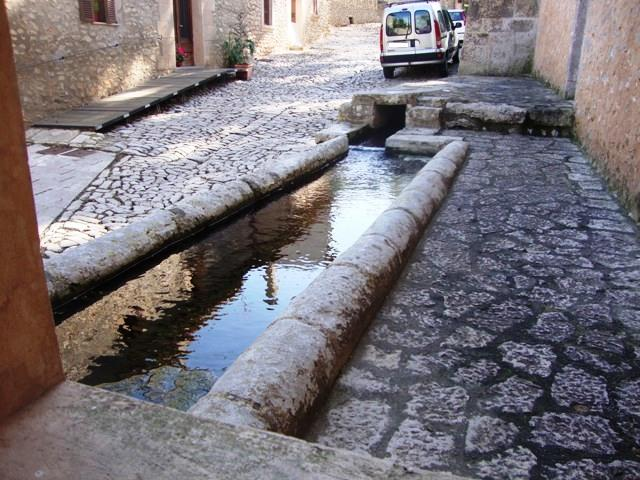
Qanat de Randa

Els voltants de Randa han estat habitats des de l'antiguitat, com ho demostren les nombroses restes arqueològiques trobades a la zona. Destaquen jaciments prehistòrics a Son Reus, vestigis bizantins (del segle v al segle vii) a Albenya i restes d'època islàmica, que són les més abundants. Aquest període destaca per l'activitat agrícola intensiva, amb infraestructures hidràuliques com els qanats de la font de Randa, Albenya i Son Reus, així com una làpida funerària islàmica descoberta l'any 1913.
Després de la conquesta catalana (1229), les terres de les alqueries de la zona es van repartir entre el cavaller Arnau Garcia, l'orde del Temple i Estruç de Tortosa. Les primeres parcel·lacions i establiments daten del segle xiii, però no fou fins als segle xvi que l'augment de la població va donar lloc a l'aparició del nucli urbà.
El poble ja es troba documentat al segle xv. Entre 1766 i 1789 es va construir l'església dedicada al beat Ramon Llull, i el 1913, Randa es va constituir com a parròquia, amb Santa Maria com a titular.

## Llocs d'interès

### Església de la Immaculada i el Beat Ramon Llull
Construïda entre 1765 i 1770, aquesta església d'estil neoclàssic compta amb una nau única amb volta de canó i capelles laterals que s’integren entre els contraforts. A la façana principal, senzilla i sense grans decoracions, es troba un portal sobri amb una fornícula que alberga una imatge de Ramon Llull. Sobre el portal, una petita rosassa amb vidres de colors il·lumina l'interior del temple. El campanar, afegit el 1830, és de planta quadrada amb diversos nivells, acabat amb una balconada i un templet. L'interior de l'església acull un retaule major barroc creat el 1813, presidit per una representació de Ramon Llull. Entre les capelles, destaca la de Sant Josep, amb un retaule datat de 1779. A la sagristia es conserva una pintura del beat Ramon Llull del segle xvii.

### Santuari de Cura
El Santuari de Cura és un indret històric i espiritual destacat de Mallorca. Segons la tradició, Ramon Llull hi va rebre una inspiració divina el 1273, influenciant la seva obra. Fundat al segle xv com a escola lul·liana, esdevingué un centre d’estudis amb un col·legi de gramàtica que funcionà fins al segle xix. L'església, del segle xvii, és una construcció senzilla amb una nau única i volta de canó, presidida per una imatge gòtica de la Mare de Déu de Cura. L'aula de gramàtica, edificada el 1623, acull actualment un museu dedicat a Llull.

### Ermita de Sant Honorat
L'ermita de Sant Honorat, va ser fundada el 1394. Al llarg dels segles, ha estat un lloc espiritual gestionat per ermitans, el clergat local i, des del segle xix, pels Missioners dels Sagrats Cors. Reformada el 1990 per recuperar el seu estil original, l'ermita té planta rectangular amb capelles laterals i volta de canó. La façana principal, de 1888, inclou un portal d'arcs rodons i una làpida gòtica que recorda els seus orígens. Al segle xx, va funcionar com a centre de noviciat per als missioners.